# Secció de bàsquet del Reial Madrid Club de Futbol
La secció de bàsquet del Reial Madrid va ser creada el 1932. És el club d'Europa amb més trofeus i l'únic equip, juntament amb el Joventut de Badalona, que ha estat totes les temporades a la màxima categoria espanyola.

## Palmarès

### Competicions espanyoles
- 35 Lligues d'Espanya de bàsquet/Lligues ACB: 1956/57, 1957/58, 1959/60, 1960/61, 1961/62, 1962/63, 1963/64, 1964/65, 1965/66, 1967/68, 1968/69, 1969/70, 1970/71, 1971/72, 1972/73, 1973/74, 1974/75, 1975/76, 1976/77, 1978/79, 1979/80, 1981/82, 1983/84, 1984/85, 1985/86, 1992/93, 1993/94, 1999/2000, 2004/05, 2006-07, 2012-13, 2014-15, 2015-16, 2017-18 i 2018-19.

Té el rècord de lligues espanyoles seguides, 10. (1967-1976)
- 28 Copes del Rei de bàsquet: 1950/51, 1951/52, 1953/54, 1955/56, 1956/57, 1959/60, 1960/61, 1961/62, 1964/65, 1965/66, 1966/67, 1969/70, 1970/71, 1971/72, 1972/73, 1973/74, 1974/75, 1976/77, 1984/85, 1985/86, 1988/89, 1992/93, 2012, 2014, 2015, 2016, 2017 i 2020.
- 7 Supercopa d'Espanya de bàsquet: 1984/85, 2012/13, 2013/14, 2014/15, 2018/19, 2019/20, 2020/21.

### Competicions internacionals
- 10 Copes d'Europa/Eurolligues: 1963/64, 1964/65, 1966/67, 1967/68, 1973/74, 1977/78, 1979/80, 1994/95, 2014/2015 i 2017/2018
- 4 Recopes d'Europa: 1983/84, 1988/89, 1991/92, 1996/97.
- 1 Copa ULEB: 2006/07.
- 1 Copa Korac: 1987/88.
- 5 Mundial de Clubs de bàsquet: 1976, 1977, 1978, 1981, 2015.
- 1 Copa Llatina de bàsquet: 1952/53.
- 3 Supercopa d'Europa de bàsquet (Torneo Inter. ACB): 1984/85, 1988/89, 1989/90.
- 1 Supercopa d'Europa de bàsquet FIBA: 1989.